# Enéas Camargo
Enéas Camargo (São Paulo 18 maart 1954 - aldaar, 27 december 1988), was een Braziliaans voetballer.

## Biografie
Enéas begon zijn carrière in 1971 bij Portuguesa, de vierde club van São Paulo.
In 1974 werd hij voor het nationale elftal opgeroepen in een wedstrijd tegen Mexico en viel in de tweede helft in voor Mirandinha. Zijn volgende cap kwam er pas in 1976 in de Taça do Atlântico, waar hij tegen Paraguay scoorde, ondanks zijn goal werd hij in de tweede helft vervangen door Palhinha. Ook de volgende wedstrijd tegen Uruguay begon hij, maar werd hij vervangen door Roberto Dinamite.
Op 22 augustus 1988 kreeg hij een ernstig auto-ongeval en belandde in coma. Hij overleed aan een longontsteking op 27 december van dat jaar.